# Odixia angusta
Odixia angusta là một loài thực vật có hoa trong họ Cúc. Loài này được Orchard mô tả khoa học đầu tiên.